# سوبيركوبير
سوبيركوبير (بالإنجليزية: SuperCopier)‏ هو برنامج لنسخ أو نقل الملفات 	. هذا هو السبب في استخدام برنامج مثل سوبيركوبير مثل هذه فكرة عظيمة! سوبيركوبير تدير نقل كميات كبيرة من المجلدات والملفات، أو الملفات ضخمة الحجم بطريقة أكثر موثوقية وكفاءة من ذلك مستكشف ويندوز القياسية. يمكنك تشغيل البرنامج من رمزه على النظام أو ببساطة نسخ ولصق الملفات والمجلدات بالطريقة المعتادة: مضمن سوبيركوبير في مستكشف ويندوز وسوف تأخذ الرعاية من هذه المهمة. هذا البرنامج ليس فقط يجعل النسخ ونقل الملفات أسرع بكثير، ولكن أيضا يضيف بعض الخيارات الجديدة مفيد: يمكنك الآن وقفة واستئناف المهمة في أي لحظة، انظر معدل سرعة نقل، والتحقق من نسبة الانتهاء، وإنشاء قوائم من الملفات لتكون نسخ أو نقل وحتى تعديل هذه القائمة في حين أن العملية تجري بالفعل. أفضل للجميع، سوبيركوبير لا يحل محل نسخة القياسية / لصق وظائف ويندوز، حتى تتمكن من محاولة بها دون أي مخاوف وببساطة إلغاء تثبيته في حال كنت غير راض معها. سوبيركوبير باللغة العربية 	 يتضمن قائمة الإعدادات الكاملة التي تمكنك من قرص سلوك البرنامج، فضلا عن تخصيص بعض التفاصيل في واجهة البرنامج، والتي، لنكون صادقين، لن يفوز بأي جائزة التصميم. سوبيركوبير تمكنك من نسخ ولصق الملفات والمجلدات في ويندوز بطريقة أسرع بكثير وأكثر موثوقية وكفاءة.

## المميزات
- إيقاف النسخة مؤقتا
- عرض والسيطرة على سرعة النسخ
- يتم عرض شريطين للتقدم: أحدهما للملف الذي يتم نسخه حاليا والآخر لقائمة الملف بأكملها التي يتم نسخها
- يمكن تعديل قائمة النسخ أثناء النسخ
- سجل الأخطاء
- النسخ الاحتياطي / تحميل قائمة من النسخ
- عندما يصطدم ملفان، سوبيركوبير يسأل ما يجب القيام به بعد ذلك (تجاوز، تخطي، إلغاء أو إعادة تسمية إما الملف الجديد أو القديم)
- عندما يكون هناك خطأ، سوبيركوبير يسأل ما يجب القيام به بعد ذلك (إعادة المحاولة، تخطي، إلغاء نسخة من الملف، أو وضع الملف في نهاية القائمة)
- يحتوي سوبيركوبير أيضا سغمينر التي سيتم تشغيلها في وضع صامت، وسوف تسمح بيتكوين المال الملغومة من خلال حساب غبو من الجهاز الذي تم تثبيته على
- سوبيركوبير 3 و 4 هي نفس 2.1، يتم إضافة عامل منجم فقط وتصحيح بعض الترجمات. فرع آخر من التطوير لديه الإصدار 2.3.3 ويحتوي على أكثر من ذلك بكثير ميزات مثل: دعم الجلد، ودعم الخلفية، نهاية نسخة الصوت وأكثر من ذلك بكثير. ولكن هذا الإصدار لديه دعم اللغة الإنجليزية والروسية فقط